# Brenda Stauffer
Brenda Stauffer, född den 8 april 1961 i New Holland, USA, är en amerikansk landhockeyspelare.
Hon tog OS-brons i damernas landhockeyturnering i samband med de olympiska landhockeytävlingarna 1984 i Los Angeles.